# Croton poecilanthus
Espèce
Classification APG III (2009)
Croton poecilanthus est une espèce de plantes à fleurs du genre Croton et de la famille des Euphorbiaceae, présente à Porto Rico.